# نشاط المعضلة
شاط المعضلة هي احد انواع العصيان المدني لوضع السلطات العامة في موقف تكون ردة الفعل فيه عير محبذة من خلال اجبارهم اما على اعطاء المساحة للناشطين والمتظاهرين، او اخذهم اجراءات غير مبررة او سخيفة ضد الناشطين. قام سردا بوبوفيتش (احد الاعضاء المؤسسين لحركة اتبور!) بالتدرييب على نشاطات المعضلة من خلال مركز المنظمات غير الحكومية للعمل والاستراجيات اللاعنفية التطبيقية بشكل واسع للناشطين المدنيين اللاعنفين، بما فيهم الناشطين في ثورة 25 يناير. يساعد نشاط المعضلة في زيادة نسبة نجاح الحملات السلمية بـ 11-16%
تشمل أمثلة إجراءات المعضلة تجمع آي ويوي لأكل أقدام الخنازير، والاحتجاجات الدائمة لاحتجاجات 2013 في تركيا ، وأسطول حرية غزة 

## عوامل النجاح
حددت ماكلينن وآخرون (2023) أربعة عوامل رئيسية تساهم في نجاح نشاط المعضلة:
- تسهيل تشكيل المجموعة،
- نزع الشرعية عن الخصوم،
- تقليل الخوف،
- توليد تغطية إعلامية متعاطفة.